# Hohe Tauern
Hohe Tauern este o regiune muntoasă înaltă din Alpii Orientali Centrali, ce ocupă o pozție centrală în Austria. Munții se întind pe o lungime de 120 km, cu o înălțime maximă de 3.798 m, împreună cu Alpii Ötztal fiind cei mai înalți din Austria.

## Așezare
Hohen Tauern sunt situați în landurile Salzburg, Kärnten și Tirolul de est. Creasta principală cu lungimea de 150 km, delimitează la sud granița landului Salzburg de celelate țări ca Tirolul de sud din Italia.
Granița de nord a masivului este delimitată de râul Salzach (225 km), iar cea de sud de valea Drau (Drava). Granița de vest este alcătuită din cursul lui Krimmler Ache (afluent al lui Salzach) și valea Ahrntal, iar la est de Großarltal, Murwinkel și pasul Katschberg (1642 m).

## Subîmpărțirea masivului
- Venedigergruppe (cu vârful Großvenediger altitudinea de 3662 m AT n.m.)
- Granatspitzgruppe (Großer Muntanitz 3.236 m)
- Glocknergruppe (Großglockner 3.798 m)
- Goldberggruppe (Hocharn 3.254 m)
- Ankogelgruppe (Hochalmspitze 3.360 m) cu Hafner- și  Reißeckgruppe.

In sud se află crestele principale:
- Rieserfernergruppe (Hochgall 3.436 m) și Lasörlinggruppe (Großer Lasörling 3.098 m)
- Villgratner Berge sau Defereggengebirge (Weiße Spitze 2.963 m)
- Schobergruppe (Petzeck 3.283 m)
- Kreuzeckgruppe (Polinik 2.784 m).

In centrul regiunii se află  parcul Național Hohe Tauern care se întinde pe o suprafață de 1836 km² în trei landuri Tirol, Salzburg și  Kärnten, fiind cel mai mare dintre cele șase parcuri naționale din Austria.